# Rula Ghani
Rula Ghani, née Rula Saade en 1948, est l'épouse du président afghan Ashraf Ghani. Elle est Première dame d'Afghanistan de 2014 à 2021.

## Biographie
Rula Ghani est une chrétienne libanaise maronite. Elle effectue une partie de sa scolarité en France, où elle passe son baccalauréat ; elle est ensuite élève à Sciences Po Paris. Elle rencontre Ashraf Ghani alors qu'ils étudient ensemble à l'université américaine de Beyrouth (Liban) ; elle y décroche un master en sciences politiques. Ils se marient en 1975 et ont deux enfants : Mariam et Tarek. En 1983, elle obtient un master en journalisme à l'université Columbia (New York). Elle suit son mari à Washington pour son travail, où ils vivent pendant trente ans. Elle s'occupe pour sa part d'associations caritatives, dont l'ONG Ashiana, qui se consacre à la situation des enfants des rues afghans. 
En 2002, elle accompagne son mari, alors qu'il revient dans son pays pour devenir ministre des Finances.
En 2014, Ashraf Ghani est élu président de la République islamique d'Afghanistan. Pendant la campagne électorale, elle est la cible des adversaires de son mari, qui lui reprochent d'être chrétienne et née à l'étranger ; elle déclare à ce sujet : « Après l'élection, j'ai voulu mettre fin à tous ces fantasmes. La seule solution était de prendre la parole publiquement. Voilà pourquoi j'ai accepté les interviews télévisées sur les chaînes nationales. Les Afghans ont pu constater que je parlais le dari, que j'étais voilée et habillée de manière décente. J'ai pu démontrer que je connaissais l'Afghanistan ». En tant que Première dame, une aile du palais présidentiel de Kaboul lui est réservée. Elle gère une équipe, essentiellement féminine, qui travaille sur la cause des femmes, des enfants et des réfugiés ; elle dispose également de plusieurs gardes du corps.
Le 15 août 2021, elle quitte Kaboul avec son mari, peu avant la prise de la ville par les talibans et part en exil aux Émirats arabes unis.
Possédant les nationalités libanaise, américaine et afghane, elle parle couramment le dari, le pashto, l'arabe, le français et l'anglais.

## Sources
- (en) Cet article est partiellement ou en totalité issu de l’article de Wikipédia en anglais intitulé « Rula Ghani » (voir la liste des auteurs).